# Hannah van der Westhuysen
Hannah Jo van der Westhuysen (Londres, 26 de agosto de 1995) es una actriz británica. Comenzó su carrera como actriz infantil en la serie de CITV Los Fugitivos. Desde 2021, interpreta a Stella en la serie de Netflix Fate: The Winx Saga.

## Primeros años y educación
Van der Westhuysen nació en Hammersmith, en Londres, de madre inglesa y padre sudafricano, creció en el suroeste de Londres. Tiene doble ciudadanía. Tomó un curso básico de un año en la Academia de Música y Arte Dramático de Londres antes de graduarse con una Licenciatura en Artes en Actuación del Drama Centre London en 2018.

## Filmografía

### Películas
| Año  | Título                    | Personaje    | Notas |
| ---- | ------------------------- | ------------ | ----- |
| 2020 | La bahía del silencio     | Becca        |       |
| 2021 | A Little Italian Vacation | Claire       |       |
| 2022 | Lamborghini               | Clelia Monti |       |

### Televisión
| Año       | Título                | Personajes         | Notas                                    |
| --------- | --------------------- | ------------------ | ---------------------------------------- |
| 2004      | Keen Eddie            | Edwina Weatherhead | Episodio: "Incidente Incitar"            |
| 2004      | Frankenstein          | Eva                | Miniserie                                |
| 2005      | Los Fugitivos         | Fleecey Keaton     | Rol principal                            |
| 2018      | Get Lost!             | Amy                | Película de televisión                   |
| 2020      | Grantchester          | Heather            | 1 episodio                               |
| 2021–2022 | Destino: La Saga Winx | Stella             | Rol principal                            |
| 2022      | Sandman               | La Princesa        | Episodio: Un sueño de mil gatos/Calíope" |

### Videos musicales
| Canción         | Año  | Artista    | Notes |
| --------------- | ---- | ---------- | ----- |
| "No Man's Land" | 2015 | Joss Stone |       |

## Teatro
| Año  | Título                 | Teatro   | Notas                                            |
| ---- | ---------------------- | -------- | ------------------------------------------------ |
| 2014 | Chalet Lines           | Jolene   | Bridewell Theatre, London                        |
| 2015 | King Lear              | Cordelia | Theatro Technis, London; Bois de Boulogne, Paris |
| 2016 | Lipstick & Scones      | Liz      | Leicester Square Theatre, London                 |
| 2017 | Lunch Hour             | One      | Southwark Playhouse                              |
| 2019 | An Enemy of the People | Hannah   | Playground Theatre, London                       |
| 2022 | Autopilot              | Nic      | Edinburgh Fringe Festival                        |